# Ardeshir Mahdavi

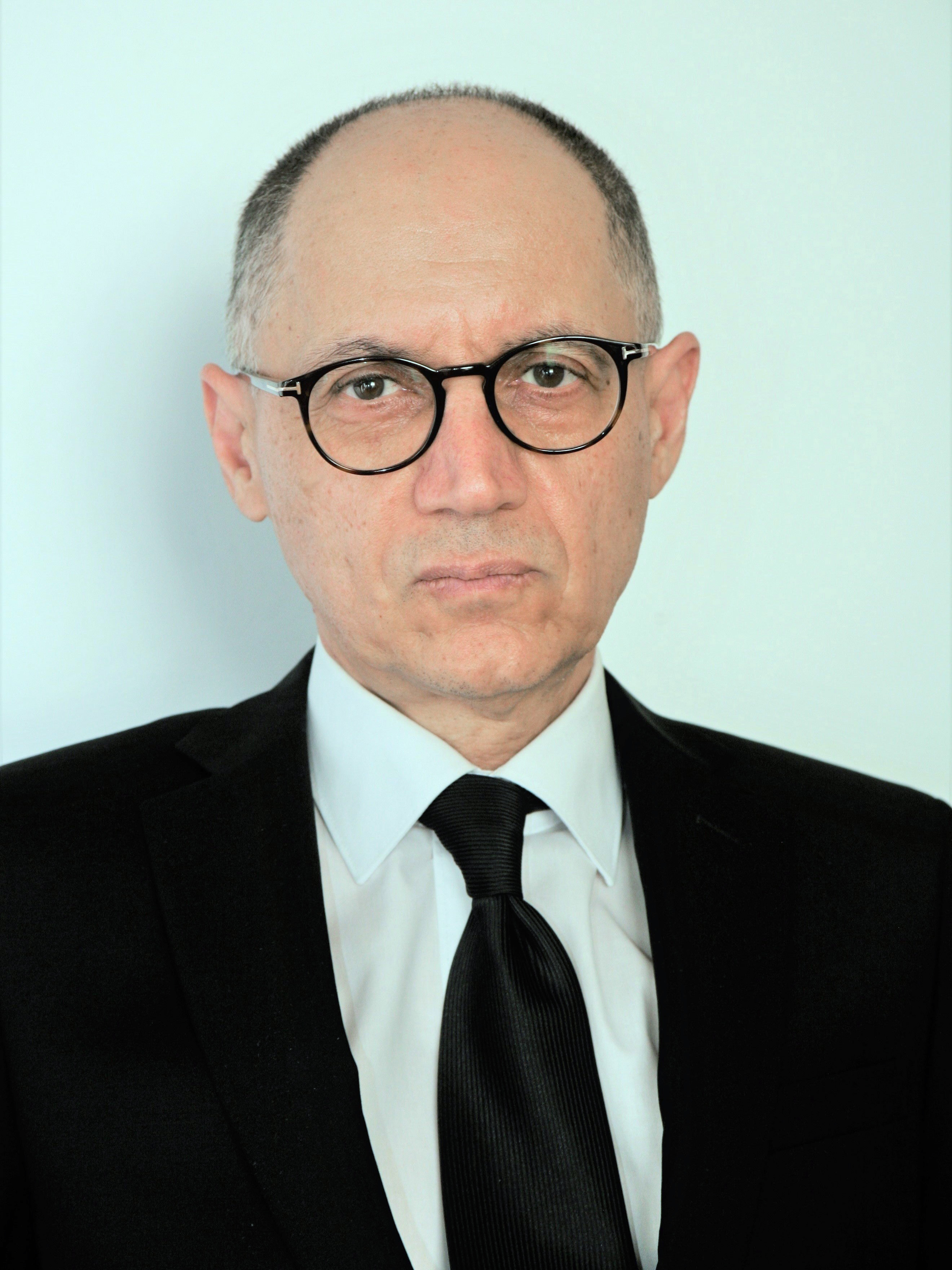
Ardeshir Mahdavi (2017)

Ardeshir Mahdavi ist Universitätsprofessor i. R. der TU Wien und aktuell als Universitäts-Projektassistent am Institut für Bauphysik, Gebäudetechnik und Hochbau der Fakultät für Bauingenieurwissenschaften an der TU Graz in Österreich beschäftigt.

## Leben
Ardeshir Mahdavi ist Diplom-Ingenieur (M.Sc.), Doktor (Ph.D.) und habilitierte im Fach Bauphysik an der Technischen Universität Wien (TU Wien), Österreich. Vor seiner Zugehörigkeit zur TU Graz war er Leiter der Abteilung für Bauphysik und Bauökologie sowie des Masterstudiums „Building Science and Technolgy“ an der TU Wien. Er war auch der Leiter des Institutes für Architekturwissenschaften an der TU Wien. Vor seiner Rückkehr nach Österreich war er ordentlicher Professor der Architektur und Bauphysik an der Carnegie Mellon University in Pittsburgh, USA. Er hat mehr als 65 Ph.D. Studenten und mehr als 180 Master of Science Studenten betreut.
Ardeshir Mahdavi unterrichtet unter anderem Einführungs- und Fortgeschrittenenkurse in Bauphysik und Bauökologie sowie wissenschaftliche Forschungsmethodik.

## Forschung
Ardeshir Mahdavi betreibt Forschung in Bauphysik und Bauökologie, Computersimulation von Gebäude-Performance, energieeffizientes und nachhaltiges Bauen, Gebäudeinformatik- und -automation sowie Humanökologie.
Wissenschaftliche Beiträge von Mahdavi beinhalten beispielsweise die Entwicklung einer umfangreichen Ontologie für Gebäudedaten, die Konzeption und Ausführung einer simulations-gestützten prädikativen Gebäudesteuerungsmethodik, Untersuchung und Modellierung des städtischen Mikroklimas einschließlich des Urban Heat Island Phänomens, Arbeit an probabilistischen Raumakustik-Methoden und die Entwicklung und Bewertung von Anwesenheits- und Verhaltensmodellen von Gebäudenutzern.
Mahdavi arbeitet meistens an verschiedenen Forschungsfragen gleichzeitig. Eine wesentliche Fragestellung, welcher er in den vergangenen 15 Jahren nachgegangen ist, befasst sich mit Modellen von Gebäudebewohnern, ihrer Anwesenheit, ihren Anforderungen, ihrer Wahrnehmung und mit Bewertungsverfahren ihres Verhaltens und Handelns. Ein weiteres Forschungsgebiet beschäftigt sich mit den Herausforderungen des Erstellens von Modellen des städtischen Mikroklimas und städtischen Energieflüssen. Er hat ebenfalls an den onthologischen Aspekten von Gebäudemodellierung gearbeitet.
Mahdavi ist Autor oder Co-Autor von mehr als 250 Zeitschriftenartikeln, sowie mehr als 650 Tagungsbeiträgen. Er ist ein häufiger Keynote-Vortragender an verschiedensten internationalen Konferenzen, wie beispielsweise IBPSA, CLIMA, PLEA, CIB, BAUSIM, BSA, CAAD Futures, eCAADe und ECPPM.

## Mitgliedschaften
- IBPSA (International Building Performance Simulation Association)[10][2]
- ASHRAE (American Society of Heating, Refrigerating and Air Conditioning Engineers, Inc.)
- IESNA (Illuminating Engineering Society of North America)
- CIB (Conseil International Du Batiment Pour La Recherch L'Etude Et La Documentation)
- ÖNORM (Austrian Institute for Standardization)
- SHE (The North-America Society for Human Ecology)[2]

## Anerkennungen
- 1994 Henry Hornbostel Teaching Award des College of Fine Arts, Carnegie Mellon University.[11]
- 2005 Österreichischer Bau-Preis für Gebäude, die mitdenken.[11]
- 2006 Österreichischer Bau-Preis für Wie steuern wir Gebäude?
- 2017 IBPSA Distinguished Achievement Award[4][5]

## Ausgewählte Publikationen
- A. Mahdavi, C. Berger, H. Amin, et al.: The role of occupants in buildings' energy performance gap: Myth or reality? In: Sustainability. 13. Jahrgang, 2021, doi:10.3390/su13063146 (englisch).
- A. Mahdavi, H. Teufl, C. Beger: An Occupant-Centric Theory of Building Control Systems and Their User Interfaces. In: ENERGIES. 14. Jahrgang, 2021, doi:10.3390/en14164788 (englisch).
- C. Berger, A. Mahdavi: Exploring Cross-Modal Influences on the Evaluation of Indoor-Environmental Conditions. In: Frontiers in built environment. 7. Jahrgang, 2021, doi:10.3389/fbuil.2021.676607 (englisch).
- A. Mahdavi: Explanatory stories of human perception and behavior in buildings. In: Building Environment. 168. Jahrgang, 2020, doi:10.1016/j.buildenv.2019.106498 (englisch).
- A. Mahdavi, C. Berger, V. Bochukova, et al.: Necessary Conditions for Multi-Domain Indoor Environmental Quality Standards. In: Sustainability. 12. Jahrgang, 2020, doi:10.3390/su12208439 (englisch).
- A. Mahdavi, C. Berger: Predicting Buildings' Energy Use: Is the Occupant-Centric “Performance Gap” Research Program Ill-Advised? In: Frontiers in Energy Research. 7. Jahrgang, 2019, doi:10.3389/fenrg.2019.00124 (englisch).
- A. Mahdavi: In the matter of simulation and buildings: some critical reflections. In: Journal of Building Performance Simulation. 13, 2020. Jahrgang, Nr. 1, 2019, S. 26–33, doi:10.1080/19401493.2019.1685598 (englisch).
- A. Mahdavi: Building Performance Simulation for Design and Operation. Hrsg.: J. Hensen, R. Lamberts. Routledge, 2019, ISBN 978-1-138-39219-9, Computational modeling in architectural acoustics, S. 315–340 (englisch).
- A. Mahdavi, F. Tahmasebi: Building Performance Simulation for Design and Operation. Hrsg.: J. Hensen, R. Lamberts. Routledge, 2019, ISBN 978-1-138-39219-9, People in building performance simulation, S. 117–145 (englisch).
- A. Mahdavi, M. Taheri: An ontology for building monitoring. In: Journal of Building Performance Simulation, Special Issue: The Fundamentals of Occupant Behaviour Research. 10. Jahrgang, Nr. 5–6, 2017, S. 499–508, doi:10.1080/19401493.2016.1243730 (englisch).
- A. Mahdavi, F. Tahmasebi: The deployment-dependence of occupancy-related models in building performance simulation. In: Energy and Buildings. 117. Jahrgang, 2016, S. 313–320 (englisch).
- A. Mahdavi: Low Energy Low Carbon Architecture: Recent Advances & Future Directions (Sustainable Energy Developments). Hrsg.: Khaled A. Al-Sallal. Taylor & Francis, 2016, ISBN 978-1-138-02748-0, The human factor in sustainable architecture, S. 137–158 (englisch).
- A. Mahdavi: BSA2013 - Building Simulation Applications 1st IBPSA Italy Conference. 2013, Predictive Building Systems Control Logic with embedded Simulation Capability: Experiences, Challenges and Opportunities, S. 1–10 (englisch).
- A. Mahdavi: Predictive Simulation-Based Lighting and Shading Systems Control in Buildings. In: Building Simulation. 1. Jahrgang, 2008, S. 25–35, doi:10.1007/s12273-008-8101-4 (englisch).
- A. Mahdavi: Steps to a General Theory of Habitability. In: Human Ecology Review. 5. Jahrgang, 1998, S. 23–30 (englisch).